# Арцано
Арцано (італ. Arzano, сиц. Arzanu) — муніципалітет в Італії, у регіоні Кампанія,  метрополійне місто Неаполь.
Арцано розташоване на відстані близько 185 км на південний схід від Рима, 10 км на північ від Неаполя.
Населення — 35 033 особи (2014).

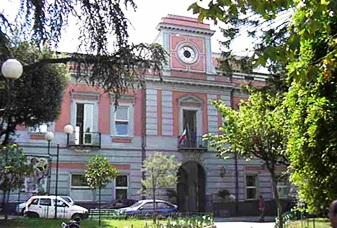

Щорічний фестиваль відбувається 9 листопада, Sant'Agrippino. Покровитель — Sant'Agrippino.

## Демографія
Населення за роками:

Станом на 1 січня 2023 року в муніципалітеті офіційно проживали 502 іноземці з 43 країн, серед них 22 громадяни країн Євросоюзу та 102 громадяни України.

## Сусідні муніципалітети
- Казандрино
- Казаваторе
- Казорія
- Фраттамаджоре
- Грумо-Невано
- Неаполь